# 佐賀藩

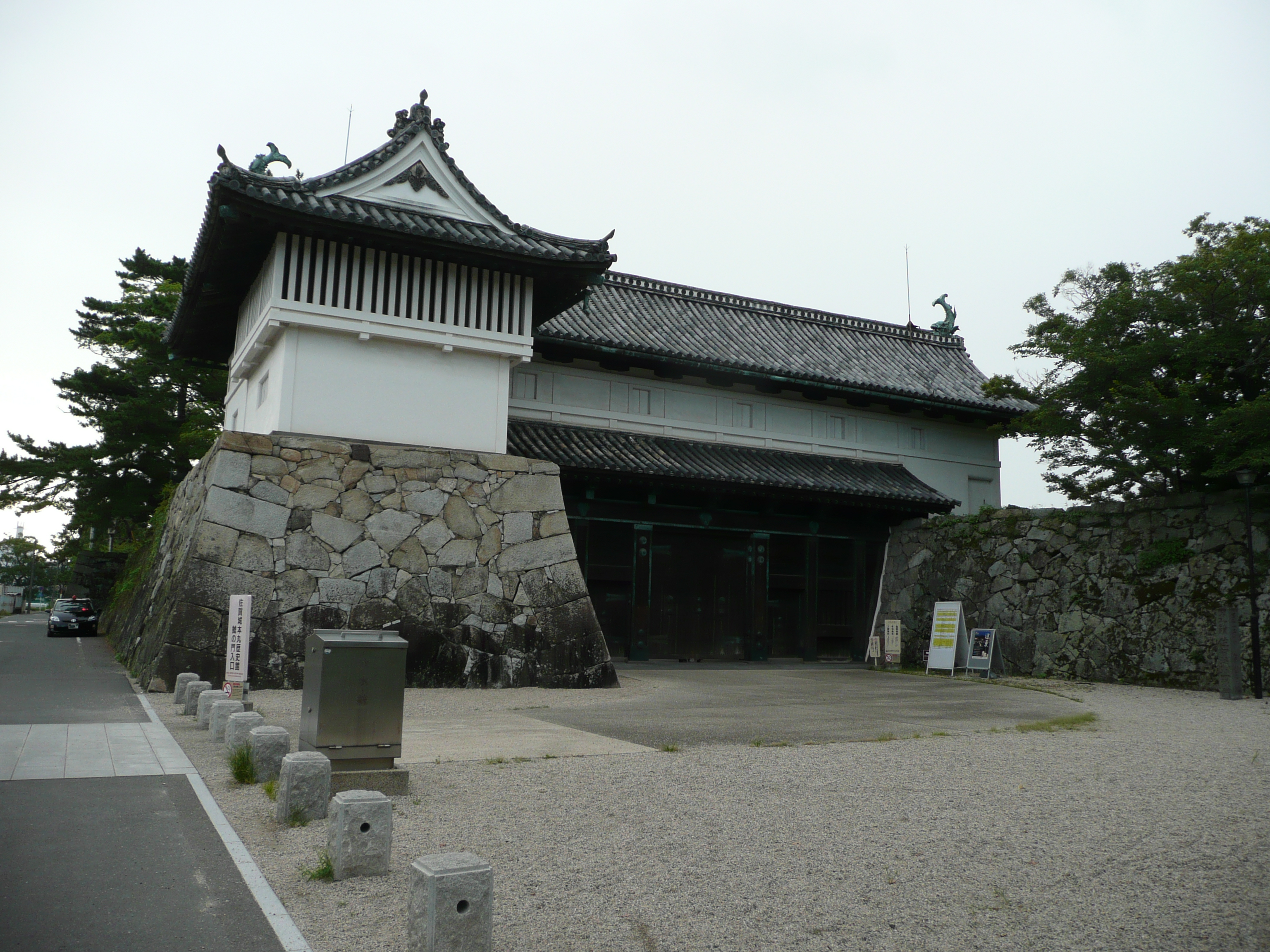
佐賀城是佐賀藩的藩廳、藩主鍋島氏的居城

佐賀藩（日语：／ Saga han */?）是日本江戶時代的一個藩，又稱為肥前藩。位於肥前国（今佐賀縣及長崎縣一部份）。藩廳是佐賀城。藩主是鍋島氏。支藩包括蓮池藩、小城藩及鹿島藩。

## 歷史

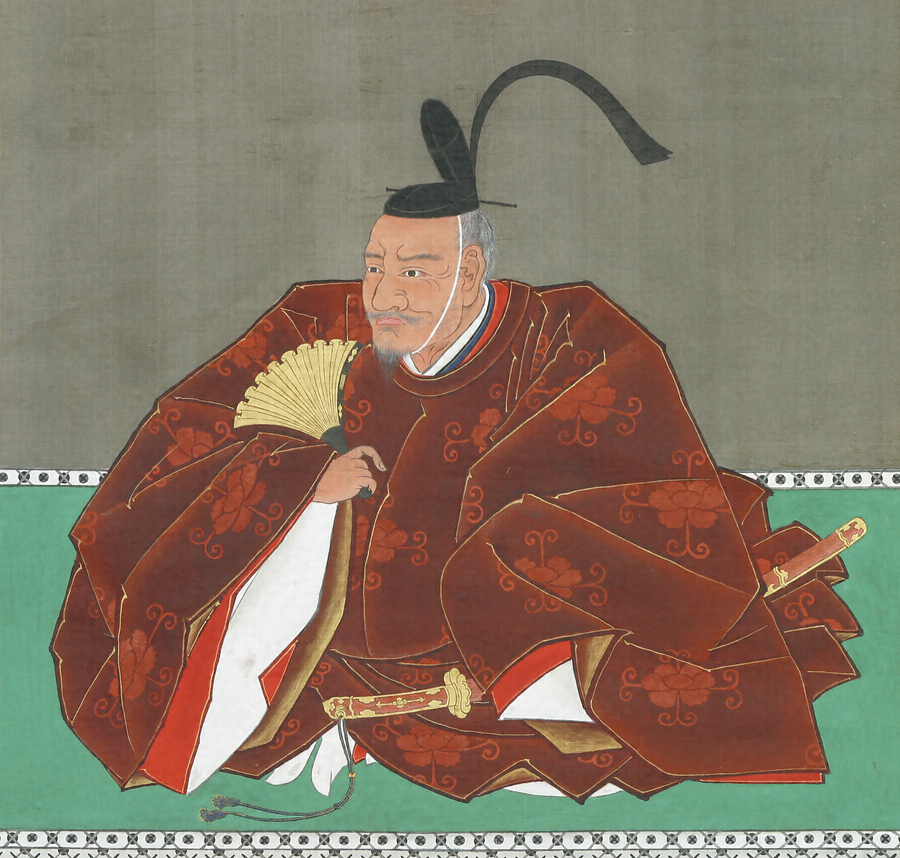
首任藩主鍋島直茂

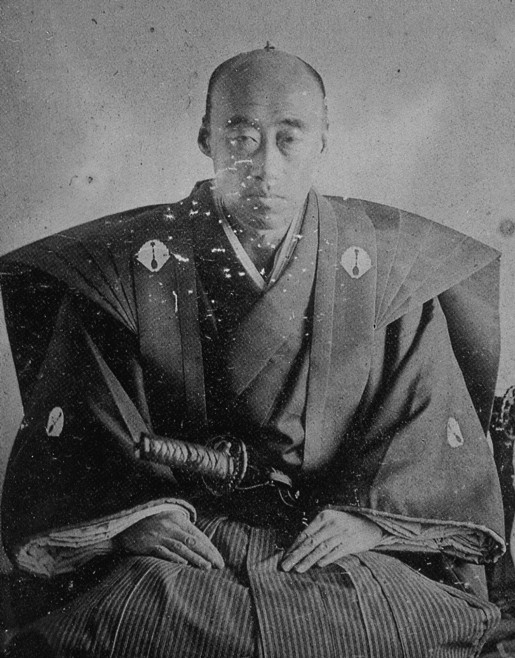
鍋島直正

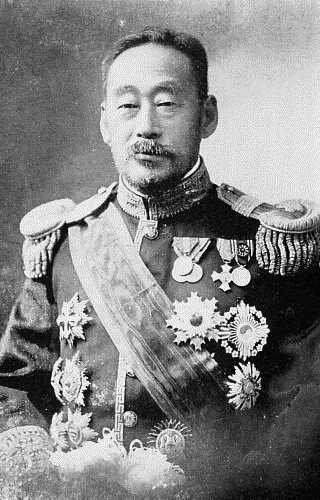
末任藩主鍋島直大

鍋島家的家紋

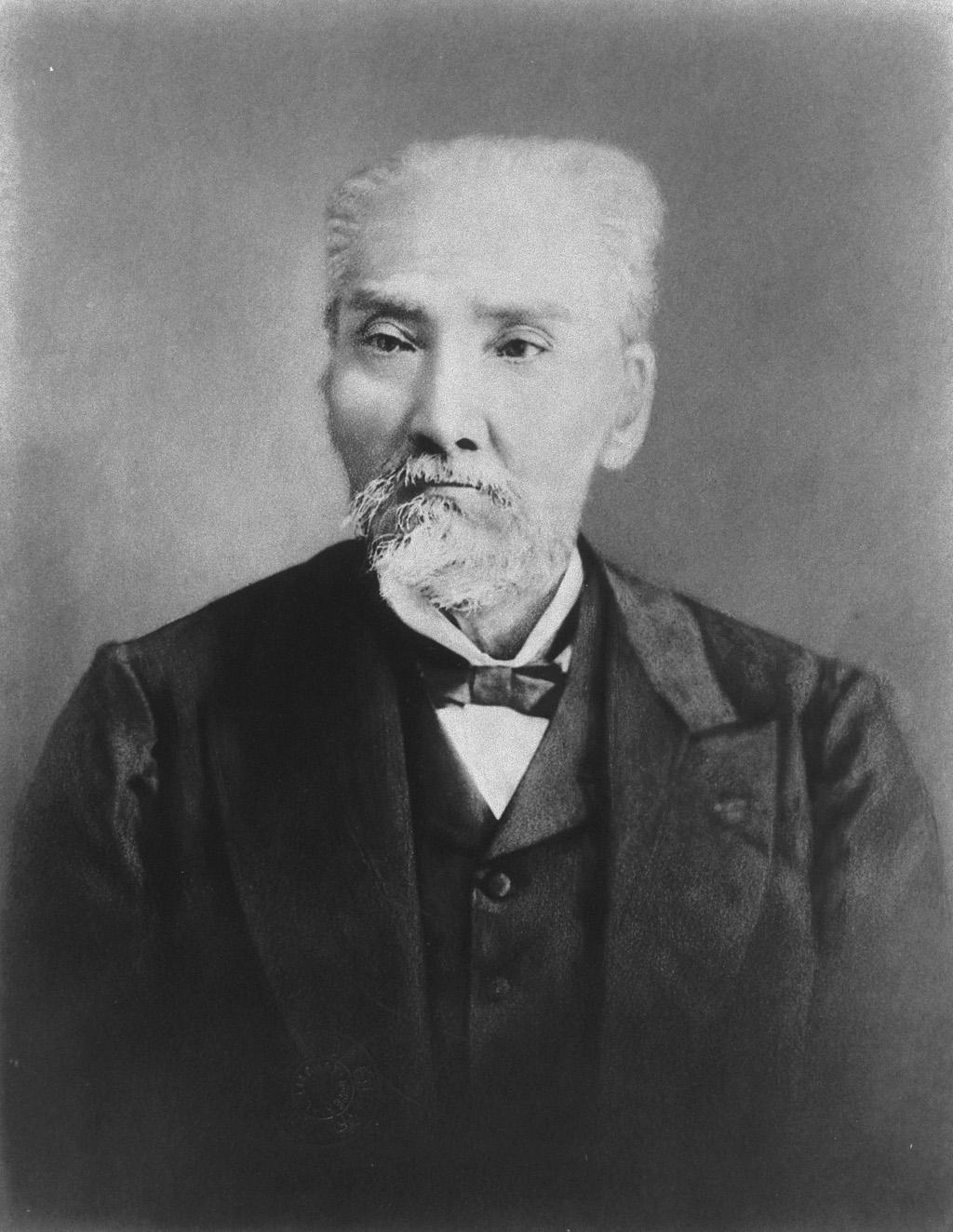
副島種臣

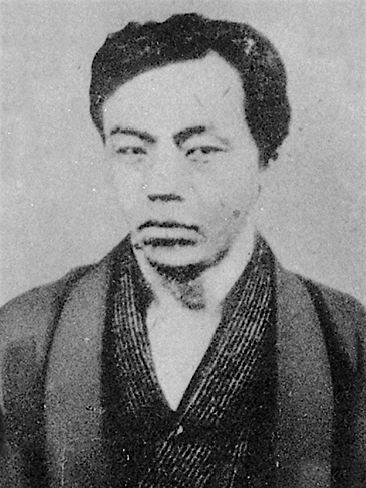
江藤新平

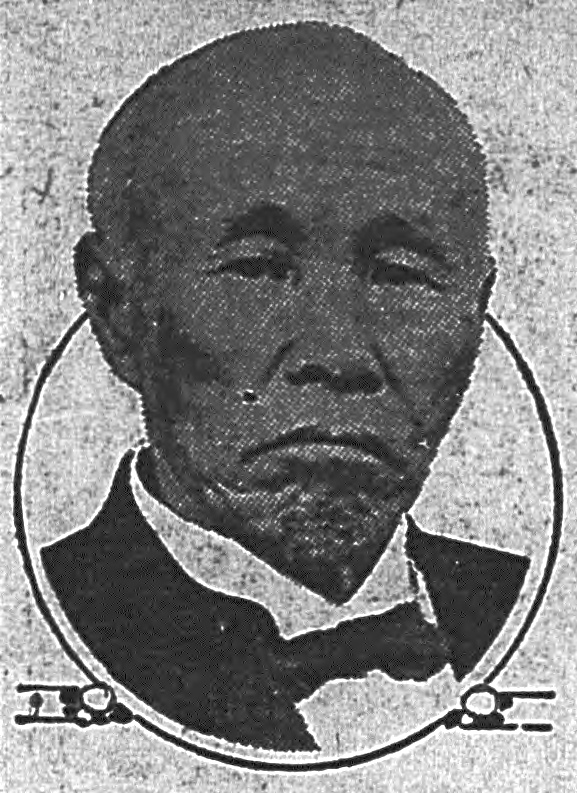
大隈重信

鍋島氏在直茂時代開始掌握龍造寺氏的實權，但並未取代龍造寺氏。1600年關原之戰期間出兵支持石田三成的西軍，但是在西軍戰敗後返回九州馬上反叛西軍，攻擊同是西軍的立花宗茂向德川家康示好表示臣服因而保留領土。1607年龍造寺高房在江戶去世，一個月後政家亦去世，雖然仍有高房遺兒伯庵出家，但是龍造寺氏基本上已經斷絕，這個時候鍋島勝茂才正式成為藩主，成為35萬7千石的大名。1613年幕府正式承認鍋島氏大名身份。
由於佐賀藩接近長崎的荷蘭商館，因此每年要與福岡藩輪流駐守，監視荷蘭人行動。1808年因英國軍船Phaeton號冒認荷蘭商船進港，而佐賀藩在事件中則處理不當，而被幕府斥責。
第二代藩主統治期間，武士山本常朝口述葉隱，成為了佐賀藩的精神支柱。
幕末時期積極發展新興西洋工業。1849年，日本第一所製鐵工場落成，1855年長崎海軍傳習所建成後，派遣藩士學習。而佐賀藩對於幕府不穩的形勢處於旁觀的態度，直到鍋島直大表明支持反亂軍才正式出兵。當明治政府成立時，不少藩士被新政府錄用，包括了副島種臣、江藤新平、大隈重信、大木喬任、佐野常民等，因此與薩摩藩、土佐藩及長州藩合稱「薩長土肥」。
1871年因廢藩置縣的關係，成為了佐賀縣。1884年藩主成為了華族中的侯爵。

### 藩政
佐賀藩雖然表面上是35萬石大名，但是當中有部份領地石高為支藩（下文詳述）和庶流家所有，而龍造寺四家（多久、武雄、諫早、須古）也擁有其自治領，實際收入大概是6萬石左右。第十代藩主直正開始進行一連串的改革，最初遭到其父齊直的強烈干涉。直到1842年齊直死後，才著手執行改革，將勞役的人數大幅減少，發展陶器、茶、石炭等產業，又積極進行現代化事業，成為了日本最現代化領地之一，此舉大大增加了藩的收入。

### 藩主
1. 勝茂（1607年—1657年）
2. 光茂（日语：鍋島光茂）（1657年—1695年）
3. 綱茂（日语：鍋島綱茂）（1695年—1706年）
4. 吉茂（日语：鍋島吉茂）（1707年—1730年）
5. 宗茂（日语：鍋島宗茂）（1730年—1738年）
6. 宗教（日语：鍋島宗教）（1738年—1760年）
7. 重茂（日语：鍋島重茂）（1760年—1770年）
8. 治茂（日语：鍋島治茂）（1770年—1805年）
9. 齊直（日语：鍋島斉直）（1805年—1830年）
10. 直正（1830年—1861年）
11. 直大（1861年—1871年）

## 支藩
佐賀藩總共有三個支藩分別是蓮池藩、小城藩及鹿島藩，合稱御三家。

### 蓮池藩
立藩時期有多個說法。初代藩主是勝茂的五男直澄。藩廳最初於佐賀城三丸，後來改於蓮池設置陣屋。石高5萬2千石。與小城藩一樣需要參勤交代，儘管於1730年申請免除，卻被佐賀藩駁回。1871年廢藩置縣時成為蓮池縣，後續輾轉歸屬於伊万里縣、佐賀縣、三潴縣、長崎縣，最後成為佐賀縣的一部分。

#### 藩主
1. 直澄
2. 直之
3. 直稱
4. 直恒
5. 直興
6. 直寛
7. 直溫
8. 直與
9. 直紀

### 小城藩
立藩時期有多個說法。初代藩主是勝茂長男元茂。領地位於佐嘉郡、小城郡、松浦郡內，石高7萬3千石。藩廳位於小城（今小城市）。第三代藩主元武獲幕府重用，參加幕政。1871年廢藩置縣時成為小城縣，後續輾轉歸屬於伊万里縣、佐賀縣、三潴縣、長崎縣，最後成為佐賀縣的一部分。

#### 藩主
1. 元茂
2. 直能
3. 元武
4. 元延
5. 直英
6. 直員
7. 直愈
8. 直知
9. 直堯
10. 直亮
11. 直虎

### 鹿島藩
1610年勝茂之弟忠茂在藩內被給予二萬石，再加上下總國香取郡5千石，合共2萬5千石，並設置鹿島城成為藩廳。1642年，第二代藩主正茂因拒絕立勝茂九男直朝為養子。而被撤換。而正茂日後成為下總國香取5千石的旗本，而鹿島藩規模縮減至2萬石。1871年廢藩置縣時成為鹿島縣，後續輾轉歸屬於伊万里縣、佐賀縣、三潴縣、長崎縣，最後成為佐賀縣的一部分。

#### 藩主
- 忠茂家

1. 忠茂
2. 正茂

- 直朝家

1. 直朝
2. 直條
3. 直堅
4. 直鄉
5. 直熙
6. 直宜
7. 直彜
8. 直永
9. 直晴
10. 直賢
11. 直彬

### 外部參考
- 佐賀藩
- 蓮池藩
- 小城藩
- 鹿島藩